# Masdevallia meleagris
Masdevallia meleagris es una especie de orquídea epífita originaria de  Colombia.

## Descripción
Es una orquídea de pequeño tamaño que prefiere el clima fresco al frío, es de hábitos epífitas con un tallo  erecto, delgado y envuelto basalmente de 2 a 3 vainas tubulares y con una sola hoja apical, erecta, coriácea, elíptico-oval , subaguda a obtusa, cuneada abajo en la hoja de base peciolada. Florece en  una erecta inflorescencia, delgada de 12.5 cm de largo, con brácteas florales.

## Distribución y hábitat
Se encuentra en  Boyacá, Cundinamarca y Cauca en Colombia.

## Sinonimia
- ''Rodrigoa meleagris (Lindl.) Braas[1][2]